# Aérocondenseur
 (septembre 2016).
Si vous disposez d'ouvrages ou d'articles de référence ou si vous connaissez des sites web de qualité traitant du thème abordé ici, merci de compléter l'article en donnant les références utiles à sa vérifiabilité et en les liant à la section « Notes et références ».

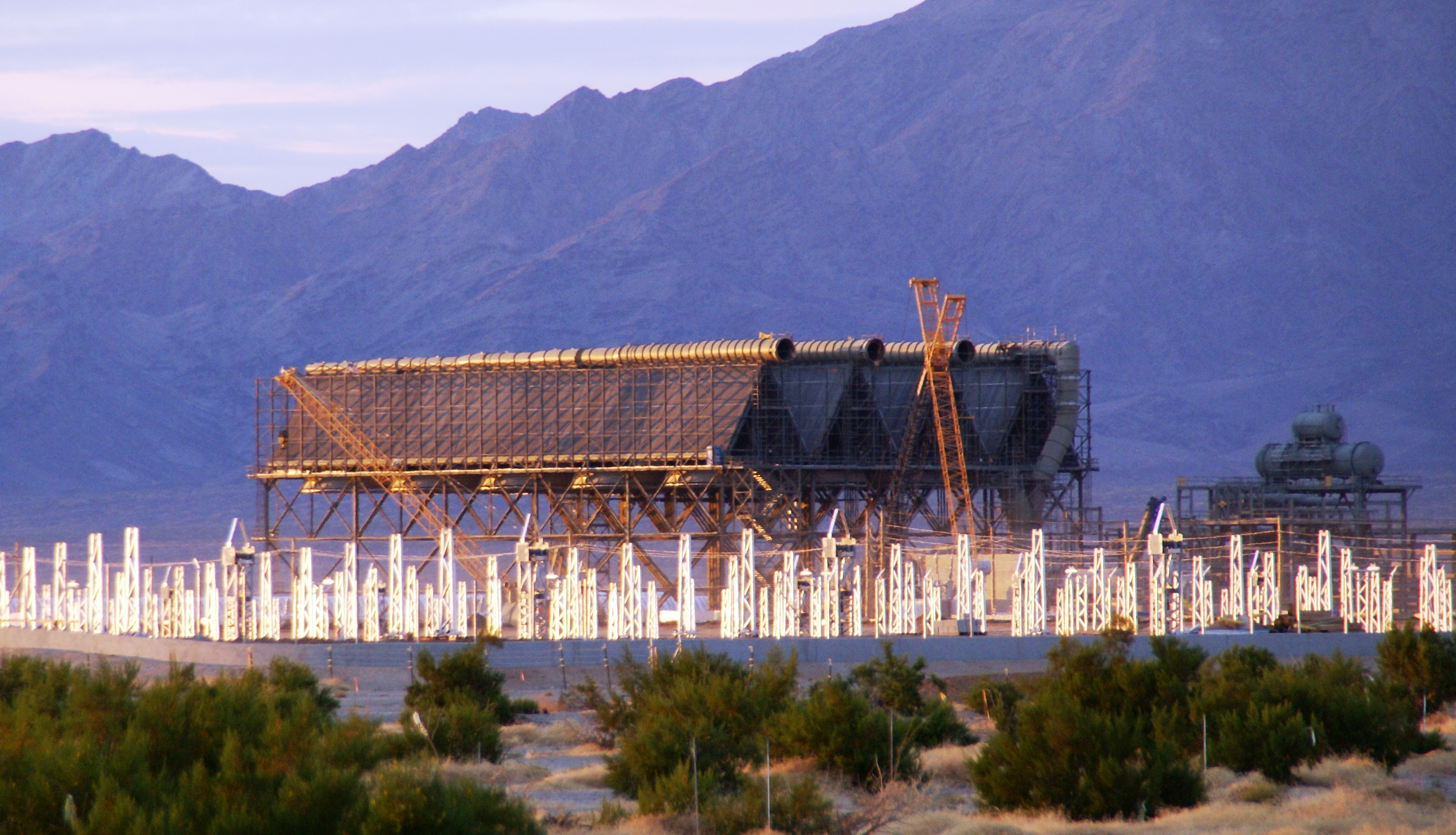
Aérocondenseur en A, ou ACC (air cooled condenser). Ici en cours de construction, on distingue bien l'arrivée de vapeur en haut.

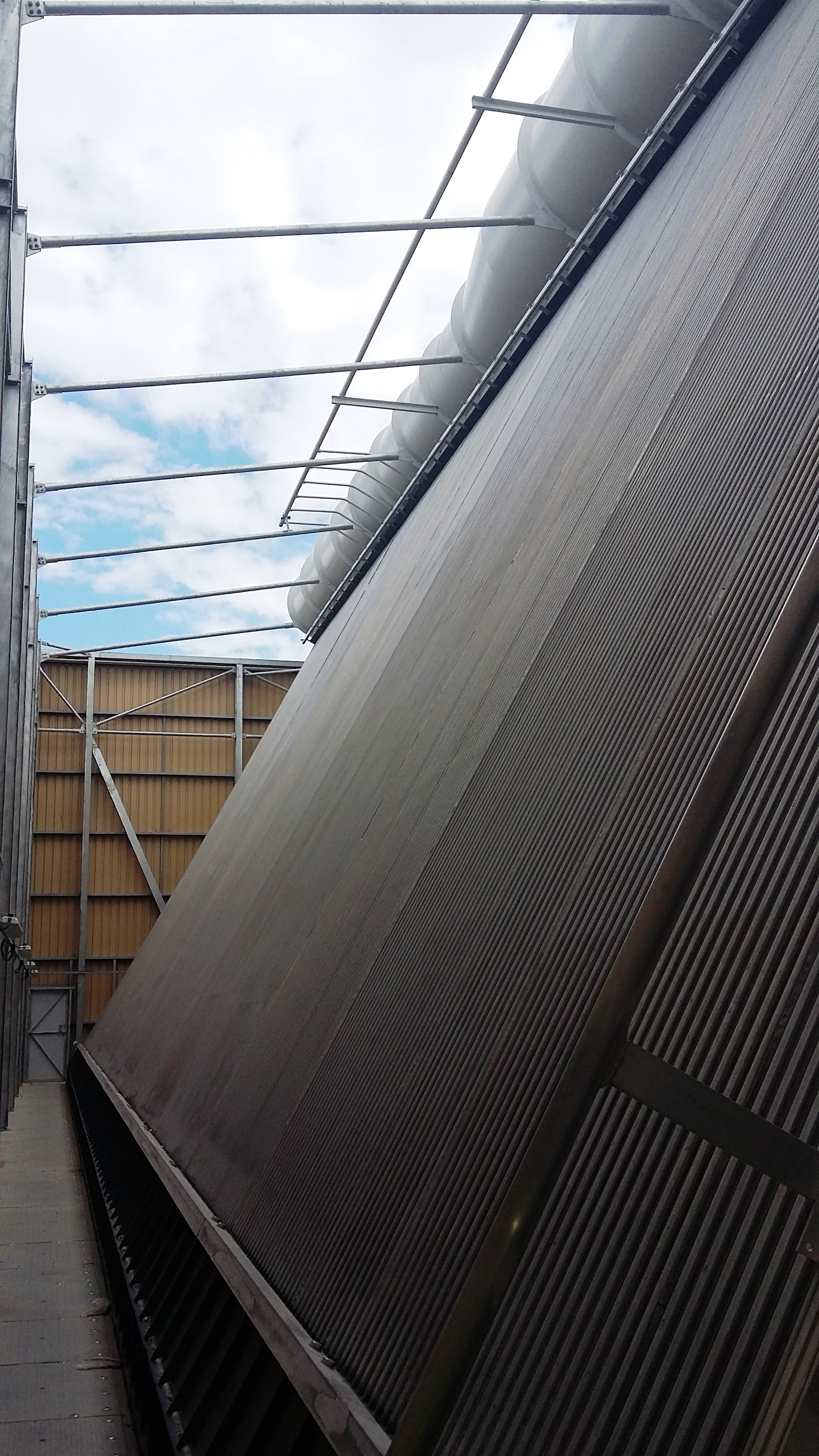
Faisceau d'aérocondenseur, disposé en A et traversé par de l'air frais.

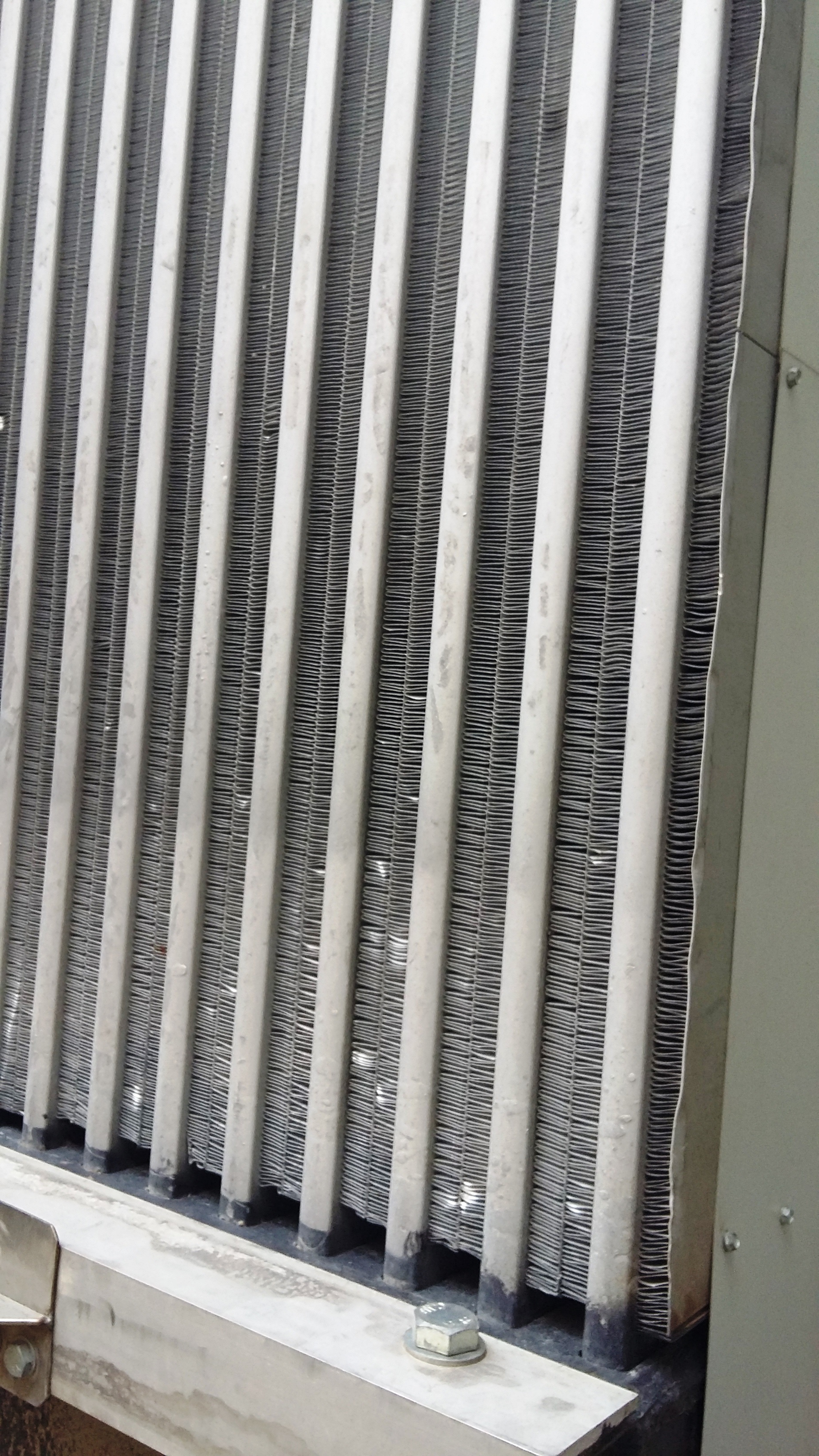
Faisceau d'aérocondenseur composé de tubes rectangulaires parallèles séparés par des ailettes

Un aérocondenseur est un type d'échangeur thermique à contact indirect, destiné à refroidir et condenser de la vapeur avec de l'air frais.

## Description
L'aérocondenseur est un aéroréfrigérant spécifiquement construit pour condenser de la vapeur.
Il se compose de tubes dans lesquels la vapeur circule, tubes entourés d'ailettes facilitant l'échange, et de gros ventilateurs faisant circuler de l'air frais autour des tubes et au travers des ailettes.
Une disposition classique est l'architecture en A.
De gros ventilateurs, à la base du A, poussent l'air verticalement afin de refroidir les tubes et leurs ailettes par une circulation d'air frais du bas vers le haut. La vapeur, en sortie de turbine, arrive par une grosse canalisation au sommet du A et circule dans les tubes rectangulaires, vers les bases du A. L'air frais, circulant autour des tubes, permet de condenser la vapeur.
À la base du A se trouve un collecteur recevant l'eau.

## Application
Les aérocondenseurs sont souvent disposés en sortie de turbine vapeur dans les installations de production d'électricité par turbine vapeur.
Ils se retrouvent, par exemple, dans les usines d'incinérations de déchets produisant de l'électricité avec une turbine vapeur, mais également dans les centrales thermiques.
Dans les centrales nucléaires, où la puissance en jeu est bien plus importante, la vapeur est donc plutôt recondensée par des échangeurs à contact direct, notamment les tours aéroréfrigérantes type hyperboloïde.

## Limite technique
La performance des centrales de production d'électricité dépend directement de la performance des aérocondenseurs qui recyclent la vapeur en sortie de turbine.
Lorsque la vapeur ne condense pas correctement, il y a alors dans le circuit aval du condenseur un mélange d'eau en phases liquide et gazeuse, au lieu de phase liquide seule quand la condensation se fait correctement : le débit volume eau + vapeur est augmenté, et la turbine subit à sa sortie une contre pression qui nuit à son fonctionnement à pleine puissance, celle-ci dépendant de l'écart de pression entrée-sortie. Le bon dimensionnement et le bon entretien des aérocondenseurs est donc important car il a un impact sur la production de la centrale thermique. La principale cause de baisse des performances des aérocondenseurs est leur encrassement : l'air atmosphèérique brassé par les ventilateurs véhicule des particules diverses (poussières, sable etc.) qui viennent encrasser, voire colmater, les ailettes. C'est la raison pour laquelle ces aérocondenseurs doivent être régulièrement nettoyés. La technique la plus courante est l'utilisation d'un robot de nettoyage par haute-pression nettoyeur haute-pression.
La température extérieure fait varier la performance de l'échangeur. Par temps chaud, l'air brassé à travers le faisceau n'absorbe pas assez de calories.